# Focke-Wulf Fw 186
Focke-Wulf Fw 186 — одномісний автожир, розроблений Focke-Wulf у 1937 році за підтримки Міністерства авіації Третього Рейху (RLM) для використання як літак зв’язку та розвідник.
Було створено лише один прототип літака, і проєкт був залишений, коли RLM віддав перевагу Fieseler Fi 156 Storch над Fw 186.

## Історія
У 1935 році в рамках нацистської програми озброєння RLM оголосила конкурс на літак-розвідник і літак супроводу. Компанія Фокке-Вульф вирішила взяти участь у конкурсі з проєктом не літака, а гвинтокрила, і в 1937 році професор Генріх Фокке сконструював гвинтокрил, який отримав позначення Fw 186.
Конструкція була схожа на попередні автожири Хуана де ла Сьєрви (наприклад, Focke-Wulf C-19, який був виготовлений за ліцензією Cierva C.19, або Focke-Wulf C-30, який був виготовленою за ліцензією копією Cierva C.30), але він був більш аеродинамічно досконалим. Фюзеляж гвинтокрила являв собою фюзеляж винищувача Focke-Wulf Fw 56 зі знятим крилом і встановленим  ньому пілоном з трилопатевим гвинтом. Машина приводилася в дію двигуном Argus As 10C V з повітряним охолодженням потужністю 240 к.с., максимальна швидкість конструкції становила 180 км/год. Було побудовано один зразок.
Разом з Fw 186 у конкурсі брали участь літаки Fieseler Fi 156 і Siebel Si 201, зрештою його виграв літак Fieseler, і конструкція Фокке-Вульф не надійшла в масове виробництво.

## Характеристики
| Екіпаж                | 1-2                |
| Діаметр ротора        | 12.00 м            |
| Довжина               | 8,20 м             |
| Висота                | 3,50 м             |
| Кругова площа ротора  | 113,00 м²          |
| Порожня маса          | 800 кг             |
| Злітна маса           | 1200 кг            |
| Двигун                | Argus As 10 C      |
| Потужність            | 240 к.с. (177 кВт) |
| Максимальна швидкість | 150 км/год         |
| Експлуатаційна стеля  | 4000м              |
| Дальність             | 575 км             |